# VAW-114
114ème Escadron de commandement et de contrôle aéroporté
Le Carrier Airborne Early Warning Squadron One One Four (CARAEWRON 114 ou VAW-114), connu sous le nom de "Hormel Hawgs", était un escadron de Système de détection et de commandement aéroporté de l'US Navy sur le E-2 Hawkeye. Il a été créé le 20 avril 1967 au Naval Air Station North Island et dissous le 31 mars 1995 à la Marine Corps Air Station Miramar en Californie.

## Historique

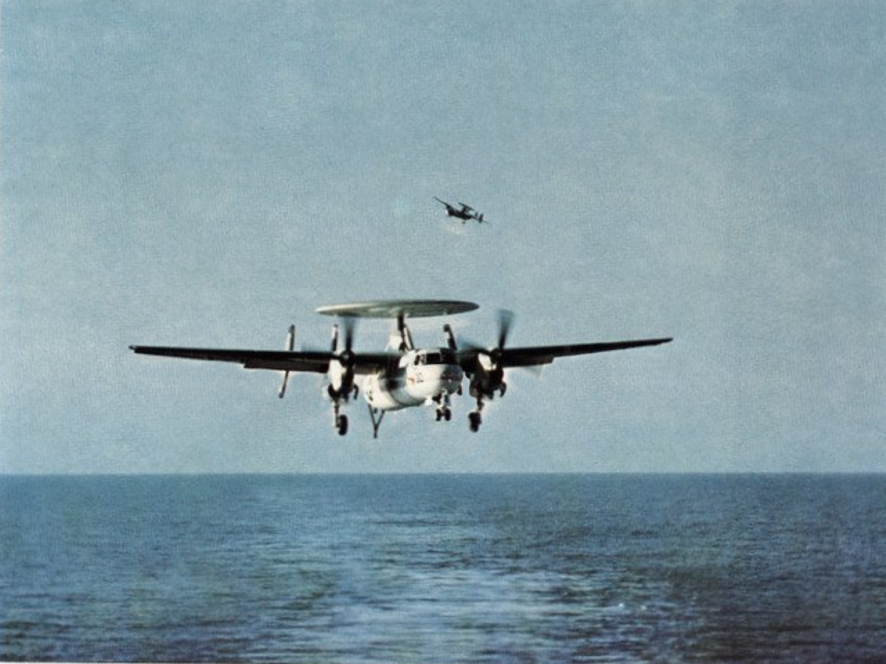
E-2B Hawkeye du VAW-114 en approche de l'USS Kitty Hawk (CV-63), en 1974

Le VAW-114 a été formé à partir du détachement C du VAW-11. Dans le cadre du Carrier Air Wing Eleven (CVW-11) il a effectué sept déploiements à bord de l'USS Kitty Hawk (CV-63), protégeant les forces navales et aériennes américaines durant la guerre du Vietnam (1967 à 1975).
En 1977, le VAW-114 a été assigné au Carrier Air Wing Fifteen (CVW-15) jusqu'à la dissolution de l'escadron en 1995. Durant cette période, il a effectué 14 déploiements à bord de trois porte-avions différents :
- 1 USS Coral Sea (CV-43) (1977)
- 5 USS Kitty Hawk (CV-63) (1979 à 1980, 1991 à 1994)
- 8 USS Carl Vinson (CVN-70) (1983 à 1990)

En 1988, il a soutenu l'Opération Earnest Will pendant la guerre Iran-Irak. En 1994, il a participé à l'Opération Restore Hope en Somalie et à l'Opération Southern Watch sur l'Irak.